# Sorte (Pflanze)
Als Sorten einer Pflanze bezeichnet man in der Pflanzenzüchtung erbfeste Varianten einer Zierpflanzen- oder Nutzpflanzen-Art. Die Sorte muss sich durch verschiedene Merkmale (zum Beispiel Inhaltsstoffe, Eiweißgehalt, Größe, Musterung) von anderen Sorten der gleichen Art unterscheiden, und ihre Eigenschaften müssen regelmäßig reproduzierbar sein. In der Tierzucht entspricht die Pflanzensorte der Rasse.
Begriffsabgrenzung Sorte und Cultivar
Während es im Bereich der wirtschaftlichen Nutzung von Pflanzen üblich ist von „Sorten“ zu sprechen, wird im botanischen Sprachgebrauch für eine von Menschen gezüchtete oder ausgelesene  Pflanzengruppe der Begriff „Cultivar“ verwendet.
Nach der Definition des Internationalen Codes der Nomenklatur der Kulturpflanzen (2009) ist ein Cultivar eine Menge (assemblage) von Pflanzen, die
a) wegen einer Eigenschaft oder einer Kombination mehrerer Eigenschaften selektiert wurde,
b) bezüglich dieser Eigenschaften [von anderen Pflanzen] verschieden, einheitlich und stabil ist und
c) diese Eigenschaften bei zweckmäßiger Vermehrung beibehält (Artikel 2.3).
Dabei kommt es nicht auf eine bestimmte Entstehungs- und Vermehrungsart an (Artikel 2.4). Viele Pflanzensorten entsprechen solchen Cultivaren. Es gibt aber auch nicht wenige Pflanzensorten, die keine Cultivare sind, insbesondere die heute ökonomisch sehr bedeutsamen Hybridsorten gehören nicht dazu.
Die Beziehung zu einer biologischen Art oder anderen Rangstufen der botanischen Taxonomie (beispielsweise bei Hybriden) folgt dabei nicht den Nomenklatur-Regeln, die im Internationalen Code der Nomenklatur für Algen, Pilze und Pflanzen ICBN festgelegt sind. Eine Sorte kann manchmal einer bestimmten Rangstufe des ICBN, zum Beispiel einer Varietät, entsprechen, meist aber keiner davon; wichtig ist nur, dass sie über konstante Merkmale verfügt. Die Stammform unserer Kultursorten sind in der Regel andere Kultursorten, die letztlich auf ein oder (seltener) mehrere Domestizierungs-Ereignisse zurückgehen, bei der Wildpflanzen erstmals in Kultur genommen worden sind. Daraus entstehen durch, bewusste oder unbewusste, züchterische Auslese zunächst sogenannte Landsorten. Man unterscheidet in Gartenbau, Feldbau, Weinbau und Waldbau Kultursorte (bzw. auch Edelsorte), Wildsorte, Wildlinge. Eine „Wildsorte“ entspricht einer Gruppe von wild wachsenden Individuen aus der Stammform, die zum Zwecke der Zucht ausgewählt und ausgelesen und wieder in die Kultursorte eingekreuzt werden.
Das Wort Sorte geht auf landwirtschaftliche Organisationsformen zurück, bei der verschiedene Varianten einer Pflanzenart, deren Samen oder Stecklinge getrennt (sortiert) gelagert wurden, um sie in Reinkultur anbauen zu können. Die nachträgliche Trennung eingelagerter Samen verschiedener Sorten ist in der Regel nicht möglich.

## Kultursorten
Kultursorten sind entweder weitestgehend reinerbige Rassen oder Klone, das heißt genetisch gleiche Individuen, die ungeschlechtlich, meist durch Veredelung, vermehrt werden. Diese Sorten hat der Mensch in der langen Geschichte der Landwirtschaft und des Gartenbaus durch künstliche Selektion geschaffen.
In neuester Zeit gibt es auch Kultursorten, die direkt gentechnisch verändert worden sind. Praktisch gesehen sind alle Kultursorten vom Menschen in ihrer genetischen Ausprägung (Genotyp) verändert, ganz gleich ob indirekt durch traditionell züchterischen Methoden oder direkt durch einen gezielten Eingriff in die genetische Zusammensetzung der Pflanze.
Einige wichtige Kulturpflanzen, wie etwa der Weichweizen oder die Zwetschge, sind Pflanzen die durch die Kombination der Gensätze verschiedener Species zu einem neuen Gensatz natürlich entstanden sind.
Saatgut einer Kultursorte wird einer Prüfung der Merkmale unterzogen, erhält eine Sortenzulassung, wird in eine – nationale sowie EU-weite – Sortenliste eingetragen, um angebaut bzw. gehandelt werden zu dürfen und erhält dann auch Sortenschutz. Dieser Einschränkung unterliegen nicht Sorten von Zierpflanzen (Blumen, Ziergehölze).
Da sich Sorten von Pflanzen im Verlauf einer ständigen, sich über viele Generationen wiederholenden, Vermehrung genetisch verändern können, ist eine regelmäßige züchterische Bearbeitung erforderlich. Diese als Erhaltungszüchtung bezeichnete Tätigkeit garantiert über längere Zeiträume ein genetisch und auch morphologisch weitgehend einheitliches Saat- und Pflanzgut der jeweiligen Sorte.
Bei Obst und Gemüse spielt die Vielfalt der Obst- und Gemüsesorten besonders bei Apfel und Kartoffel eine große Rolle, wobei Obstsorten fast immer Klone sind, die ungeschlechtlich, etwa durch Veredelung vermehrt werden. Ebensolche Vielfalt besteht bei Salatsorten, weil unter dem Sammelbegriff „Salat“ verschiedene Salatpflanzen zusammengefasst werden, z. B. Gartensalat (Lactuca), Feldsalat (Valerianella) und viele andere.

## Wildsorten
Eigentlich ist der Begriff Wildsorte irreführend und fachlich unkorrekt, denn mit dem Begriff „Sorten“ werden grundsätzlich vom Menschen gezüchtete Pflanzen bezeichnet.
Frei in der Natur vorkommende Wildpflanzen, werden korrekterweise Arten (Nominalarten) und Unterarten genannt. Unterarten werden hierbei mit der Abkürzung ssp. oder subsp. (subspecies engl. für Unterart) gekennzeichnet.
Der Einfachheit halber nutzt man die Bezeichnung Wildsorte, um die wilden Ursprungspflanzen (Nominalarten) unserer heutigen Kultursorten zu bezeichnen, obwohl diese keine Sorten im eigentlichen Sinne darstellen.
Statt der Bezeichnung Sorte wäre hier eigentlich die Bezeichnung Crop Wild Relative (engl. für wilde Verwandte der Kulturpflanzen) genauer und zielführender.
Unter Crop wild relative (CWR) versteht man wild wachsende Verwandte von gezüchteten Pflanzensorten, die der Ernährung dienen.
Beispiele:
- Wilde Weinrebe (Vitis vinifera subsp. sylvestris), die Stammform aller Rebsorten der Edlen Weinrebe (Vitis vinifera subsp. vinifera)
- Einkorn (Triticum monococcum) und Wilder Emmer (Triticum dicoccoides), die Vorfahren der heutigen Kulturweizen, insbesondere Weichweizen (Triticum aestivum) und Hartweizen (Triticum durum).

## Wildlinge
Wildlinge sind wieder verwilderte Formen von Kulturpflanzen, sowohl als Einzelexemplar als auch als Wildpflanze, die eine stabile Population aufbaut und dabei meist auf das robustere Erscheinungsbild der ursprünglichen Stammform zurückverfällt, aber auch eine eigene stabile Unterart ausbildet.
Beispiele:
- Echte Mispel (Mespilus germanica), eine in Mitteleuropa aus römischem Anbau verwilderte Pflanze, deren ursprüngliche Heimat in Vorderasien liegt und die daher einen irreführenden botanischen Namen trägt.
- Topinambur (Helianthus tuberosus), eine aus Südamerika stammende Sonnenblume, die wie eine Kartoffel als Kulturpflanze genutzt wird. Sie wird verwildernd zum lästigen Neophyten und verändert dabei auch ihr Erscheinungsbild (Wuchsform) deutlich.
- Im Waldbau sind Wildlinge junge Wildpflanzen aus Naturverjüngungen.

## Sortenfestheit
Pflanzensorten, die ihre Sorteneigenschaften durch Saatgutgewinnung und wiederholten Nachbau nicht, oder kaum verlieren können, werden als sortenfest bezeichnet. Neuere Pflanzenzuchtmethoden hingegen führen meist zu nicht sortenfesten Pflanzen. Hier gehen die Sorteneigenschaften bei Nachbau verloren und die gewünschten Eigenschaften finden sich dann nur in der ersten Tochtergeneration (F1-Generation) wieder. Werden solche Sorten trotzdem zur Saatgutgewinnung und Wiederaussaat verwendet, spalten sich die Sorteneigenschaften auf. Das Saatgut ist also nicht nachbaufähig.

## Problem der Abgrenzung
Bei vielen, insbesondere den traditionellen Pflanzen ist die Stammform unbekannt, etwa typischerweise beim Kulturapfel (Malus domestica), bei dem lange der Europäische Holzapfel (Malus sylvestris) als Vorfahre angenommen wurde. Neuere Forschungen legen aber andere Wildäpfel als Vorfahren nahe, etwa den Asiatischen Wildapfel (Malus sieversii). Teilweise wird auch die Existenz einer eigenen Art Malus sylvestris in Frage gestellt oder dessen Aussterben für möglich gehalten, indem die genetische Nähe der in Europa noch vorhandenen Holzapfelbäume zum Kulturapfel damit erklärt wird, dass sie Mischlinge oder Wildlinge sein könnten.
Während Pflanzenzucht schon immer auf Erfahrungswerte über genetische Verträglichkeit angewiesen war, erfolgte die Einteilung der klassischen biologischen Taxonomie primär nach phänomenologischen Gesichtspunkten. So ist etwa die (Süß-)Kirsche eine reine Sorte der Vogel-Kirsche (Prunus avium), die nur vegetativ vermehrt wird, aber Pflaumensorten (Prunus domestica) sind seit ihrer Bastardisierung meist reinerbig aus der Saat gezogen. Eine auf einer Zuchtunterlage veredelte Apfelsorte ist botanisch kein Hybride, sondern eine Chimäre, eine auf Quittenunterlage (Cydonia) gezogene Edelbirne (Pyrus) sogar über Gattungsgrenzen hinweg.

## Bedeutung von Wildformen für die Pflanzenzucht
Viele Probleme des modernen Obstbaus lassen sich zurückführen auf die durch die lange Zuchtgeschichte entstandene genetische Armut der modernen Zuchtsorten, etwa mangelnde Anpassungsfähigkeit an veränderte Lebensumstände oder Schädlinge. Die ursprünglichen Stammformen ausfindig zu machen, um wieder zu einer Bereicherung des Genpools zu kommen, ist Gegenstand modernster Forschung. Typische Beispiele hierfür sind die Suche nach den Wildformen von Tomate, Mais und Kartoffel in den Hochlandgebieten der Anden. Auch hier kommt erschwerend dazu, dass meist nicht bekannt ist, ob die Wildsorte nicht schon ausgestorben ist, wie auch die für viele Weltgegenden noch sehr unvollständige taxonomische Aufnahme.

## Sortenschutz
Der Sortenschutz verbrieft das geistige Eigentum an biologischen Organismen. Er ist geregelt in dem internationalen UPOV-Abkommen, welches auch in der EU und Deutschland in geltendes Recht umgesetzt wurde (Sortenschutzgesetz). Nach erfolgreicher Sortenprüfung durch das Bundessortenamt erhält der Antragsteller ein Ausschließlichkeitsrecht an der Sorte, welches nur ihm oder seinem Rechtsnachfolger die gewerbliche Verwendung der Sorte in Form von Vermehrungsmaterial (Pflanzen, Pflanzenteile einschl. Samen) zubilligt (Sortenliste). Der Sortenschutz endet nach spätestens 30 Jahren und ist nicht verlängerbar.